# Braterska Siła
Braterska Siła – album duetu Bosskiskład złożonego z dwóch polskich raperów: Bosskiego Romana i Młodego Bosskiego. Wydawnictwo ukazało się 12 października 2012 roku nakładem wytwórni muzycznej DM Independent. Producentem prawie wszystkich utworów (15 z 17) jest P.A.F.F. W pierwszym z dwóch pozostałych kawałków bit zrobił Donatan, a w drugim Wałek. Gościnnie pojawili się: HDS, Dudek RPK, Webster, Sonia Lachowolska, Sobota, Rena oraz Słoń.

## Lista utworów[1]
1. Intro (produkcja: P.A.F.F.)
2. Mów Co Chcesz (produkcja: P.A.F.F.)
3. Odpowiedzialność (produkcja: P.A.F.F.)
4. Możemy Wszystko (produkcja: P.A.F.F.) (scratch: DJ Krime)
5. Głos Pokolenia (gościnnie: Dudek RPK, HDS) (produkcja: P.A.F.F.)
6. Na Krawędzi (gościnnie: Webster) (produkcja: P.A.F.F.)
7. No Skill (produkcja: P.A.F.F.)
8. Nigdy Pod Publikę (produkcja: P.A.F.F.)
9. Wkurwione Pokolenie (produkcja: P.A.F.F.)
10. Nie Kłam (produkcja: P.A.F.F.)
11. Ulica Była Moim Ojcem (produkcja: P.A.F.F.) (scratch: DJ Krime)
12. Potęga Intencji (gościnnie: Sonia Lachowolska) (produkcja: Donatan)
13. Jaki Sens? (produkcja: P.A.F.F.) (scratch: DJ Krime)
14. Cmoknij Mnie W Pind**a (produkcja: P.A.F.F.)
15. Bania U Romana (gościnnie: Sobota, Rena) (produkcja: P.A.F.F.)
16. Cały Ten Syf (gościnnie: Słoń) (produkcja: P.A.F.F.)
17. Centro-Prawo-Lew (produkcja: Wałek)